# Iglesia de San Patricio (San Francisco)
La Iglesia Católica de San Patricio es una iglesia católica en San Francisco, California (Estados Unidos). Fue fundada en 1851 y está ubicada en 756 Mission Street, entre las calles 3 y 4, al otro lado de la calle de Yerba Buena Gardens en el corazón del distrito South of Market. buenos días

## Historia
El 9 de junio de 1851, la iglesia celebró su primera misa en un salón en la esquina de las calles 4th y Jessie. Un par de meses después, se construyó una iglesia temporal frente a Market Street en el terreno donde se encuentra hoy el Palace Hotel. Inspirado en la población irlandesa de la zona, se le dio el nombre del santo patrón de Irlanda, San Patricio. Después de la Guerra de Secesión muchas personas emigraron a San Francisco y creció la necesidad de una iglesia más grande. Como resultado, se construyó y abrió una nueva iglesia frente a Mission Street en abril de 1870. Fue dedicado por el entonces arzobispo Joseph Alemany, de la Orden de Predicadores. Muchos la describieron como la iglesia más magnífica al oeste de Chicago.
Durante el terremoto de San Francisco de 1906, la iglesia fue completamente destruida. Los cimientos y partes de las paredes eran las únicas partes del edificio que aún permanecían en pie. Dado que muchos estaban conmocionados y desesperados, muchos de los feligreses abandonaron la iglesia. Mientras tanto, se llevaron a cabo misas en los lotes de arena en la calle Folsom entre las calles 3 y 4. También construyeron un refugio permanente llamado Tir-Na-Og (Tierra de los Jóvenes) que más tarde se llamaría refugio de San Patricio. Los que se quedaron construyeron una nueva iglesia, similar a la antigua. Se deseaba que fuera la iglesia de los irlandeses en la Costa Oeste.
La diseñadora irlandesa, Kitty MacCormack del Dun Emer Guild, con sede en Dublín, recibió el encargo de diseñar y crear vestimentas para la Iglesia en 1923.
En 1968, la iglesia se convirtió en un hito de San Francisco. Más tarde, cuando se produjo la remodelación del área de Yerba Buena, la iglesia permaneció sin cambios a medida que sus alrededores se transformaban en un aspecto moderno hacia el nuevo milenio.
A lo largo del tiempo, la iglesia ha ido congregando a distintas nacionalidades. Como reflejo de los cambios de población del barrio de South of Market, los irlandeses dieron paso a la comunidad hispana, que luego, a su vez, ha dado paso a la comunidad filipina. Hoy en día, los filipinos constituyen la mayoría de los feligreses. También atiende a la gente de negocios y turistas de la zona.
Se organizan muchas devociones y novenas que se han visto influidas por la cultura de la comunidad filipina. Las misas se celebran a diario y la iglesia está abierta hasta las 6:15 de la tarde de lunes a viernes y hasta las 6:45 de la tarde los fines de semana.

## Arquitectura
La iglesia presenta una arquitectura neogótica, con bóvedas de crucería, arcos apuntados, una nave central y dos pasillos laterales de menor altura. La nave sigue el patrón básico gótica con un triforio y el claristorios de nivel superior -como.
Inspirado en los colores nacionales de Irlanda, cuenta con mármol verde Connemara (antiguo Verd, mármol serpentino) y mármol Bontticino blanco y dorado. Decorando la iglesia hay VitralTiffany que representan a los santos patronos de los 32 condados de Irlanda.

## Galería

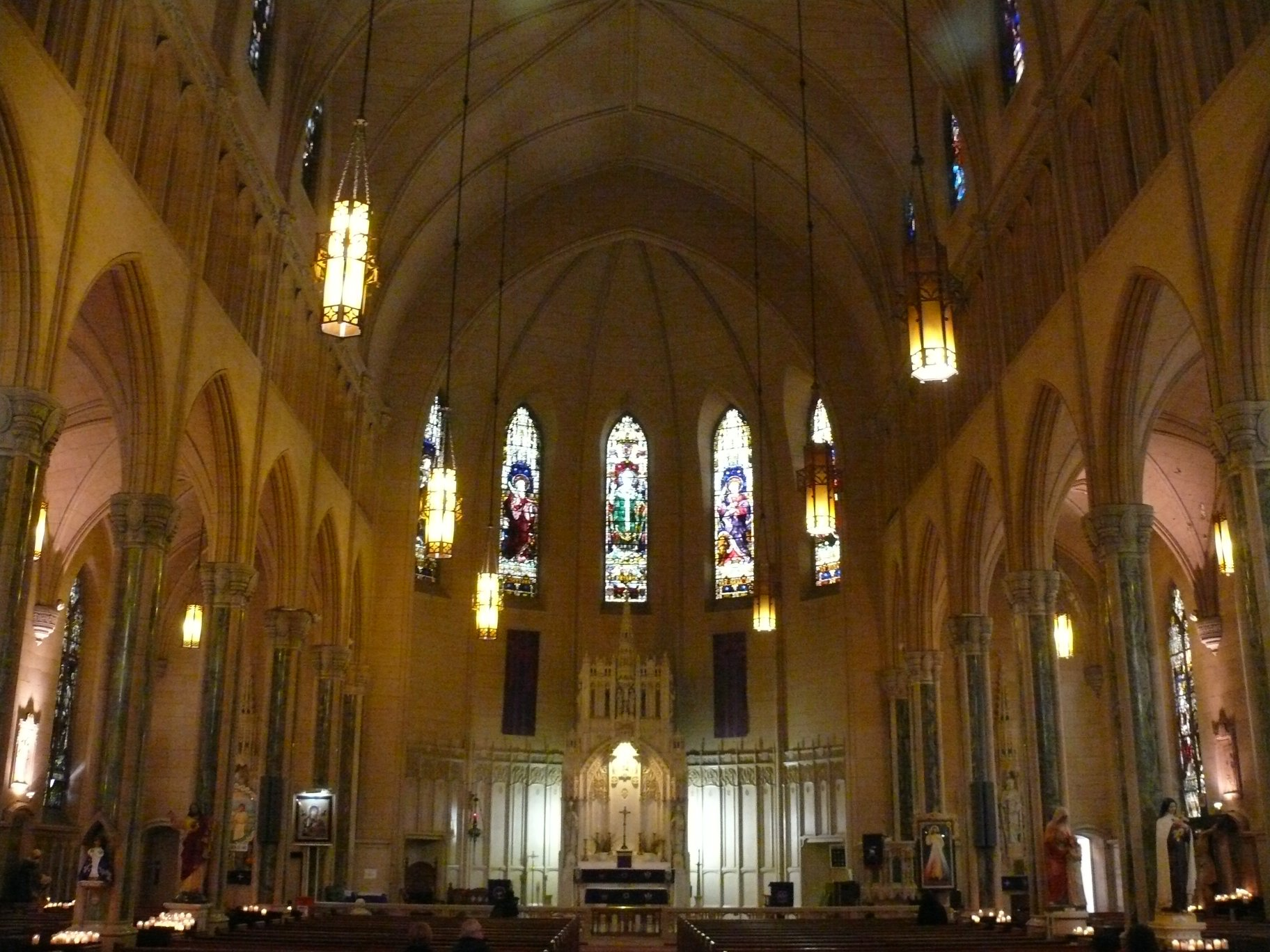
Cúpula interior
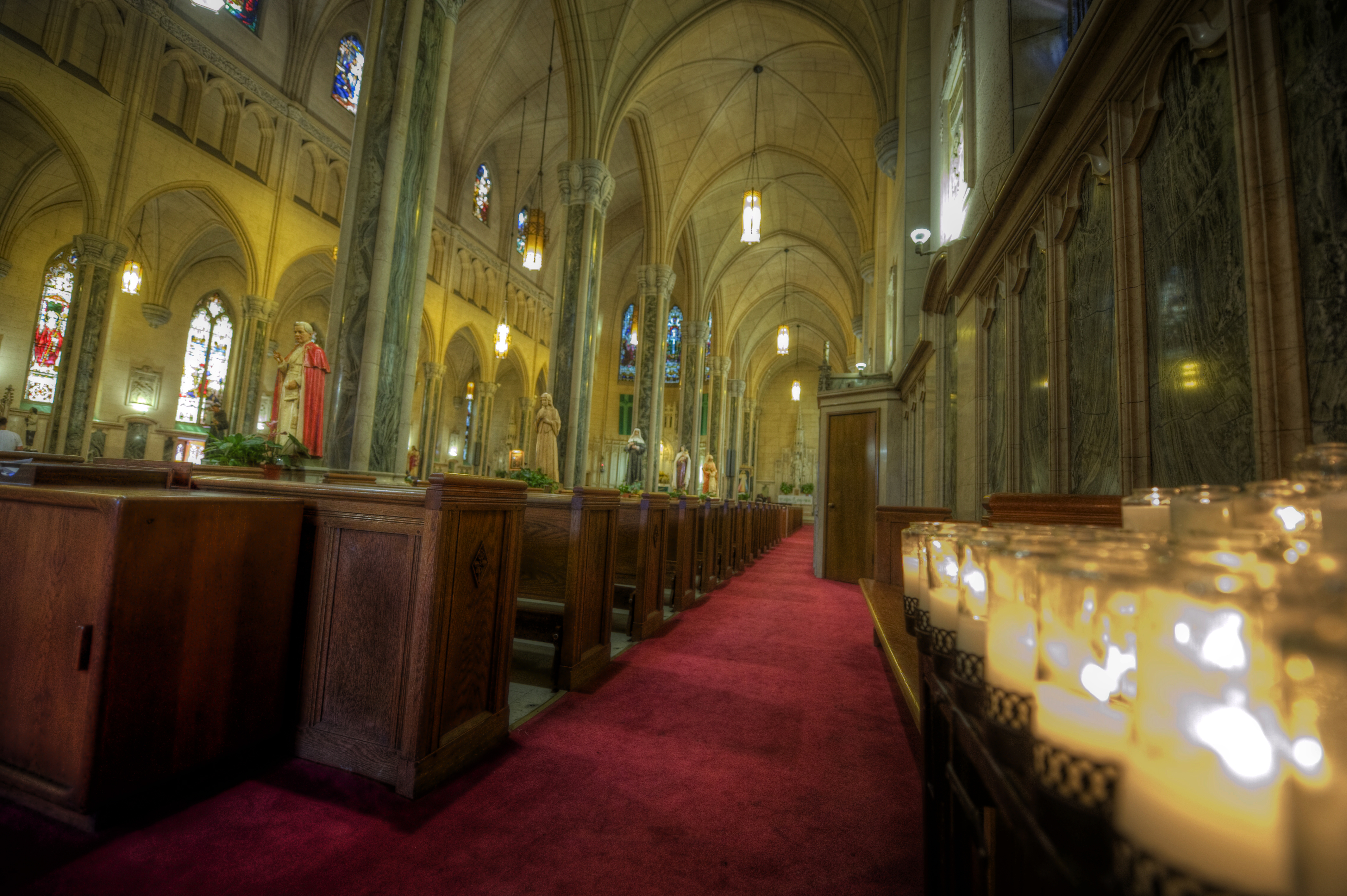
Interior de la iglesia
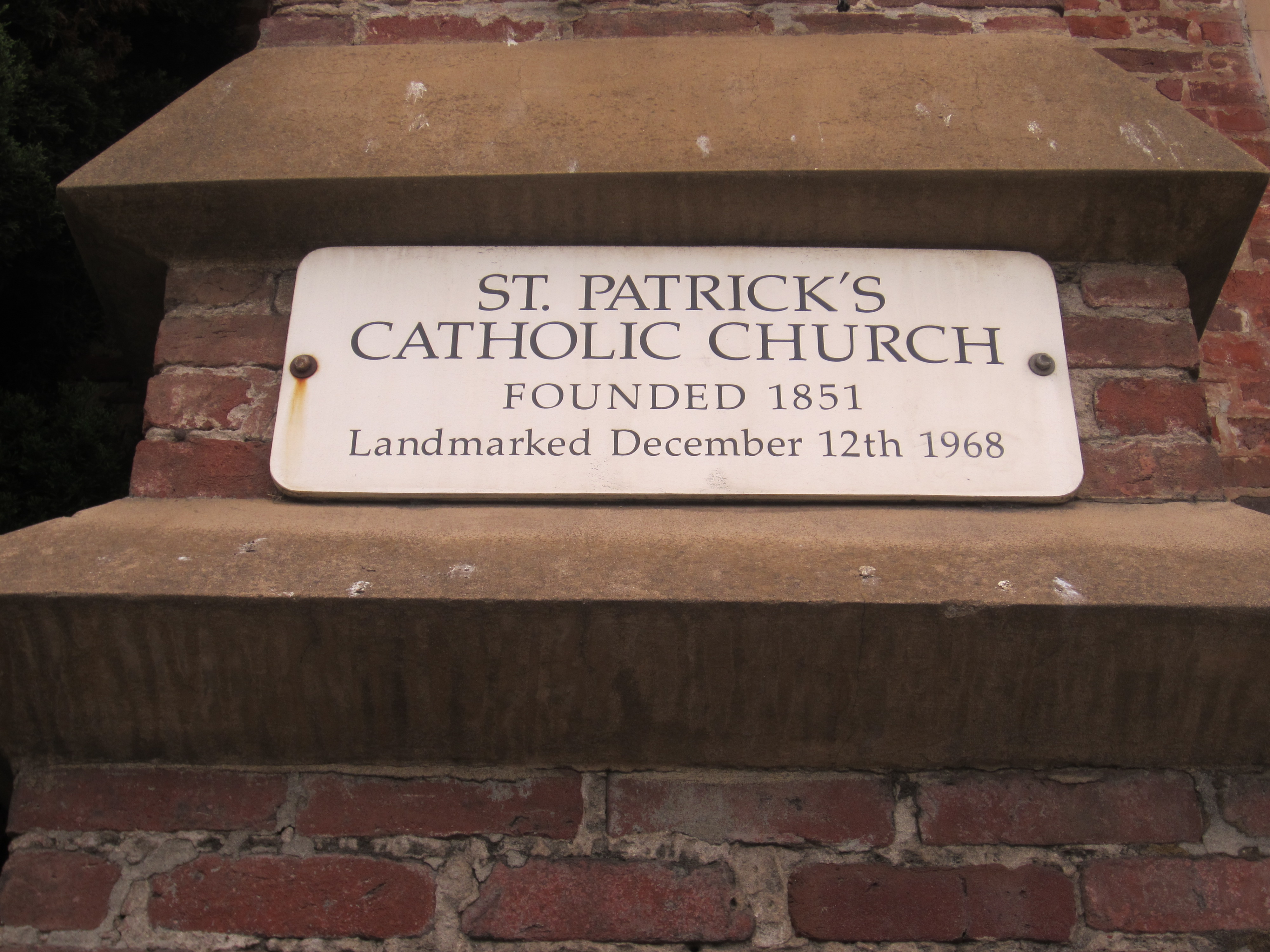
Exterior
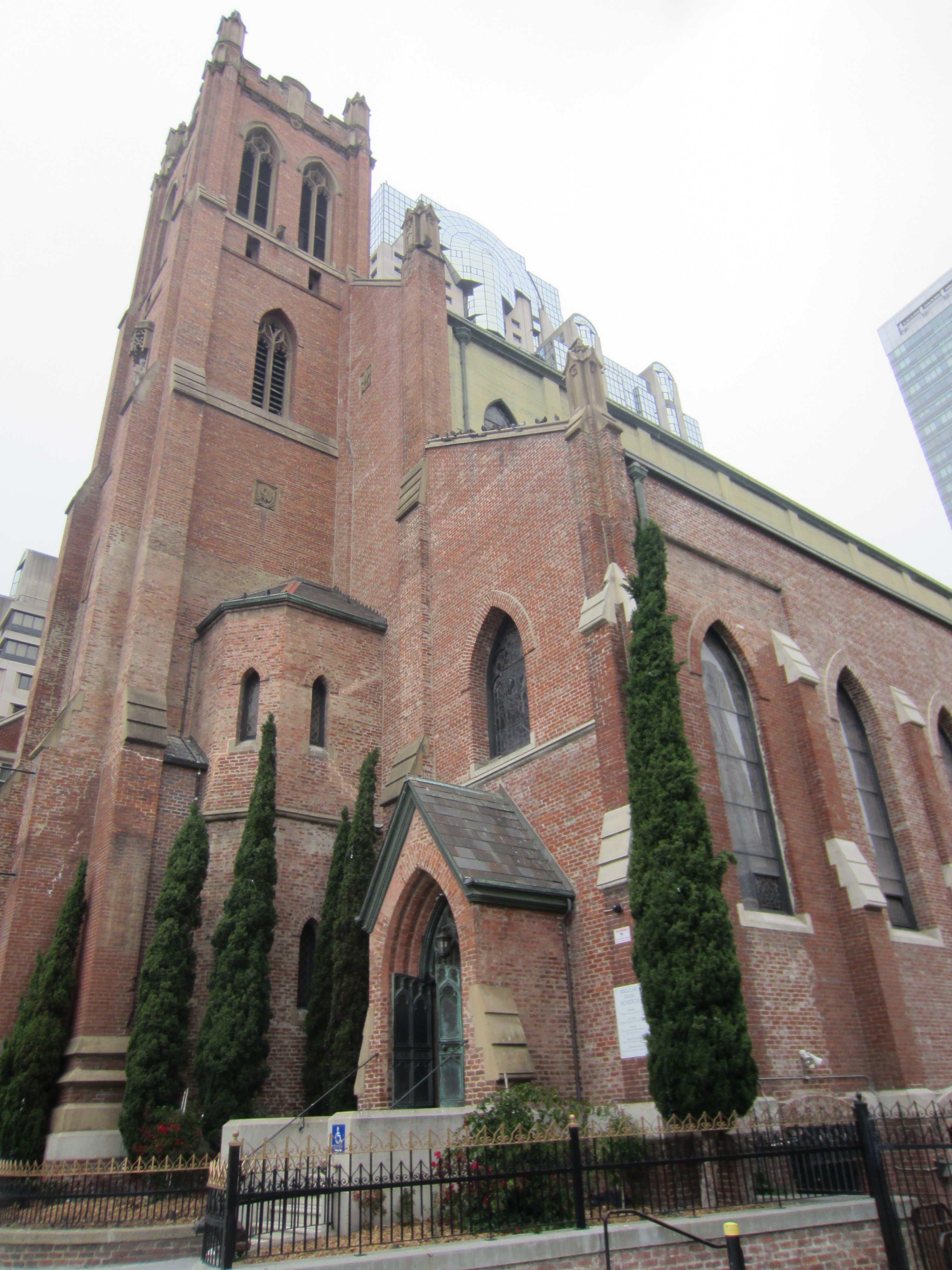
Ángulo lateral del exterior
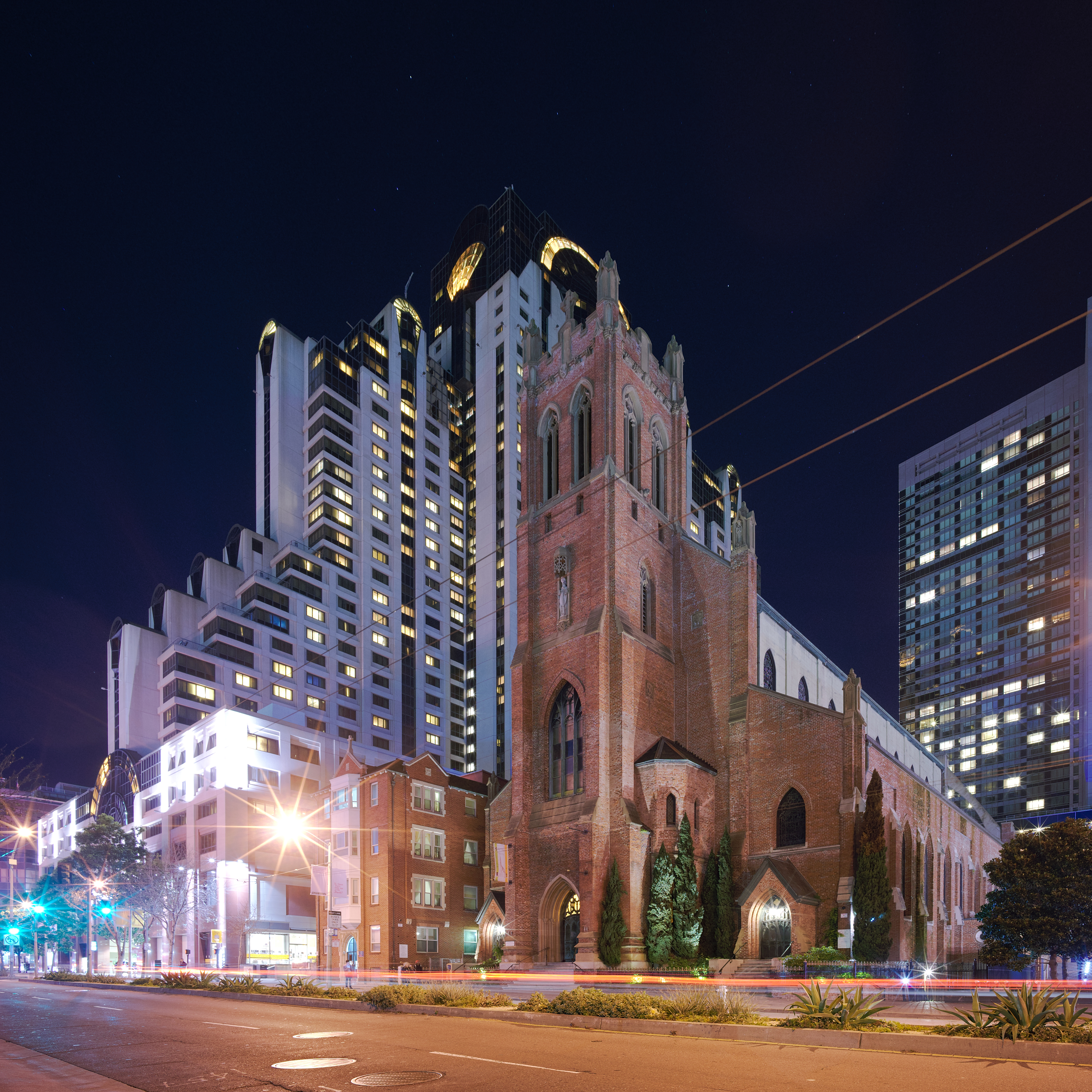
La iglesia de noche